# Phintella lucida
Phintella lucida är en spindelart som beskrevs av Wesolowska, Tomasiewicz 2008. Phintella lucida ingår i släktet Phintella och familjen hoppspindlar. Inga underarter finns listade i Catalogue of Life.